# その結婚、正気ですか?
『その結婚、正気ですか？』（そのけっこん しょうきですか）は、アキラによる日本の漫画作品。『コミックシーモア』内のレーベル「恋するソワレ+」（シーモアコミックス）にて2022年1月8日から2025年6月29日まで連載された。
2023年にTOKYO MXでテレビドラマ化された。

## 登場人物
篠原奏音（しのはら かなね）
35歳。建設会社で働く女性会社員。30代ながらまだ独身なのを気にしている。真からプロポーズを受けるが断る。シェアハウスで二人暮らし。
城咲真（しろさき まこと）
38歳。会社社長。奏音に告白する。

## 用語解説
ホットホーム
奏音らが働く建設会社。佑輔の働くレストランがある。
YJS（ソレイル）
真が社長を務める一流大手企業。

## 書誌情報
- アキラ 『その結婚、正気ですか？』 ソルマーレ編集部〈恋するソワレ+〉、既刊7巻（2025年2月22日現在）
  1. 2022年11月12日発売[4]
  2. 2023年1月13日発売[5]
  3. 2023年5月13日発売[6]
  4. 2023年7月8日発売[7]
  5. 2023年12月23日発売[8]
  6. 2024年8月24日発売[9]
  7. 2025年2月22日発売[10]

## テレビドラマ
2023年8月7日から9月25日まで、TOKYO MX ドラマニア!で放送された。主演は岡本玲と長妻怜央。放送開始日の前週7月31日22時から「放送直前スペシャル！」として特別番組が放送された。また2024年10月12日から毎週土曜12時30分から再放送された。

### キャスト
篠原奏音
演 - 岡本玲
城咲真
演 - 長妻怜央（7ORDER）
小美濃匡史
演 - 和田雅成
高瀬春人
演 - 押田岳
のんちゃん
演 - 薄幸（納言）
及川恵
演 - 向里祐香
犬山
演 - 堀口紗奈
熊田
演 - まりあ
鳥居
演 - 林ゆめ
田中沙織
演 - 冨手麻妙
田中雅也
演 - 佐野岳（友情出演）

### スタッフ
- 原作 - アキラ『その結婚、正気ですか？』（シーモアコミックス）
- 監督 - 藤澤浩和
- 脚本 - 金杉弘子
- 音楽 - 宝野聡史
- オープニング主題歌 - SARD UNDERGROUND「その結婚、正気ですか？」（GIZA studio）
- エンディング主題歌 - 長妻怜央 from 7ORDER「シンデレラストーリー」（NIPPON COLUMBIA CO., LTD.）
- プロデューサー - 金子広孝、三木和史
- 制作統括 - 伊達寛
- 制作プロダクション - ビデオプランニング
- 製作・著作 - TOKYO MX

### 放送日程
| 話数     | 放送日  |
| -------- | ------- |
| Episode1 | 8月07日 |
| Episode2 | 8月14日 |
| Episode3 | 8月21日 |
| Episode4 | 8月28日 |
| Episode5 | 9月04日 |
| Episode6 | 9月11日 |
| Episode7 | 9月18日 |
| Episode8 | 9月25日 |

### 放送局
| 放送期間                 | 放送時間                     | 放送局                 | 対象地域       | 備考   |
| ------------------------ | ---------------------------- | ---------------------- | -------------- | ------ |
| 2023年8月7日 - 9月25日   | 月曜 22:00 - 22:30           | TOKYO MX               | 東京都         | 製作局 |
| 2024年9月25日 - 11月13日 | 木曜 0:55 - 1:25（水曜深夜） | 瀬戸内海放送           | 岡山県・香川県 |        |
| 2024年5月8日 - 6月26日   | 木曜 3:00 - 3:30（水曜深夜） | ホームドラマチャンネル | 衛星放送       |        |

### ネット配信
| 配信開始月 | 配信サイト | 配信料金     | 備考       |
| ---------- | ---------- | ------------ | ---------- |
| 2024年10月 | TVer       | 広告付き無料 | 見逃し配信 |

| TOKYO MX ドラマニア!                             | TOKYO MX ドラマニア!                             | TOKYO MX ドラマニア!                               |
| 前番組                                           | 番組名                                           | 次番組                                             |
| ------------------------------------------------ | ------------------------------------------------ | -------------------------------------------------- |
| デブとラブと過ちと! （2022年11月7日 - 12月26日） | その結婚、正気ですか? （2023年8月7日 - 9月18日） | Sugar Sugar Honey （2024年2月5日 - 2024年3月25日） |